# Unni Ødegård
Unni Ødegård (ur. 25 września 1974) – norweska biegaczka narciarska, zawodniczka klubu Molde & Omegn IL.

## Kariera
Po raz pierwszy na arenie międzynarodowej Unni Ødegård pojawiła się w 1993 roku podczas mistrzostw świata juniorów w Harrachovie. W zawodach tych zajęła dziesiąte miejsce w biegu na 5 km klasykiem oraz piąte na dystansie 15 km techniką dowolną. Na rozgrywanych rok później mistrzostwach świata juniorów w Breitenwang była odpowiednio piątą i siódma. W Pucharze Świata zadebiutowała 11 lutego 1995 roku w Oslo, zajmując 42. miejsce w biegu na 30 km stylem klasycznym. Pierwsze pucharowe punkty wywalczyła na tym samym dystansie, także w Oslo - 16 marca 1996 roku zajęła 21. pozycję. W klasyfikacji generalnej najlepiej wypadła w sezonie 1995/1996, który ukończyła na 53. miejscu. Od 2001 roku startowała także w cyklu FIS Marathon Cup, zajmując między innymi szóste miejsce w klasyfikacji generalnej sezonu 2003/2004. Dwukrotnie stawała na podium: w 2001 i 2002 roku była trzecia w amerykańskim maratonie American Birkebeiner. Nigdy nie wystąpiła na igrzyskach olimpijskich ani mistrzostwach świata. W 2009 roku zakończyła karierę.

## Osiągnięcia

### Mistrzostwa świata juniorów
| Miejsce | Dzień       | Rok  | Miejscowość | Konkurs                | Wynik       | Strata      | Zwyciężczyni        |
| ------- | ----------- | ---- | ----------- | ---------------------- | ----------- | ----------- | ------------------- |
| 10.     | 2 marca     | 1993 | Harrachov   | 5 km stylem klasycznym | 16:39,1 min | +50,5 s     | Kateřina Neumannová |
| 5.      | 6 marca     | 1993 | Harrachov   | 15 km stylem dowolnym  | 43:00,6 min | +1:10,0 min | Irina Składniewa    |
| 5.      | 26 stycznia | 1994 | Breitenwang | 5 km stylem klasycznym | 16:20,2 min | +27,6 s     | Irina Składniewa    |
| 7.      | 30 stycznia | 1994 | Breitenwang | 15 km stylem dowolnym  | 41:53,5 min | +2:33,3 min | Julija Czepałowa    |

### Puchar Świata

#### Miejsca w klasyfikacji generalnej
- sezon 1995/1996: 53.
- sezon 2003/2004: 72.

#### Miejsca na podium
Ødegård nigdy nie stała na podium indywidualnych zawodów Pucharu Świata.

### FIS Marathon Cup

#### Miejsca w klasyfikacji generalnej
- sezon 2000/2001: 9.
- sezon 2001/2002: 10.
- sezon 2003/2004: 6.

#### Miejsca na podium
| Nr | Dzień     | Rok  | Zawody               | Dystans               | Czas biegu  | Strata      | Pozycja | Zwyciężczyni         |
| -- | --------- | ---- | -------------------- | --------------------- | ----------- | ----------- | ------- | -------------------- |
| 1. | 24 lutego | 2001 | American Birkebeiner | 52 km stylem dowolnym | 2:48:20,7 h | +1:59,0 min | 3.      | Nadieżda Sliesariewa |
| 2. | 23 lutego | 2002 | American Birkebeiner | 52 km stylem dowolnym | 2:24:14,6 h | +3:46,8 min | 3.      | Jeannie Wall         |